# 岡田東洋・小菊
岡田東洋・小菊（おかだとうよう・こぎく）は戦後にかけて活躍した夫婦の漫才コンビ。

## 経歴
松葉家奴の門下、1946年に秋田實の門下で後に「MZ研進会」で修行積む。
東洋は奇術出身。どさ廻りしていた時に横浜のデパートで小菊と知り合ったという。漫才の合間に時折見せる東洋の奇術、口笛の演奏、小菊は琉装を身に纏い三線を片手、口には小さな笛をくわえて沖縄民謡を唄うといった当時では珍しい異色の漫才コンビ。戎橋松竹、旧うめだ花月で活躍。生涯ほとんどトリを取ることなく、いわゆる三番叟（初めの方に出る芸人の通称）であった。1977年頃に吉本興業を退社したが1980年代まで営業を中心に活動していた。東洋は小さな笛は誤ってのどに詰まらせ病院に駆け込んだことがあった。
長く関西芸能親和協会に所属。
「うちのばあさんが舞い舞って死んだんや！！」「どんな舞やねん」「心臓舞（舞）や！！」と言うつかみネタがあった。

## メンバー
- 岡田 東洋（おかだ とうよう、本名・岡田清一、1908年7月15日 - 1990年？）立ち位置は向かって右。

横浜市の生まれ。
- 岡田 小菊（おかだ こぎく、本名・岡田敏子、1920年9月25日 - 2008年？）立ち位置は向かって左。

沖縄県の生まれ。

## 註
1. ↑  DVD「なつかしの昭和爆笑漫才~天国の笑星(スター)~」の月亭八方の楽屋ニュースでの談話